# Campionati europei di ciclismo su pista 2025 - Corsa a punti femminile
La gara della corsa a punti femminile ai Campionati europei di ciclismo su pista 2025 si svolse il 15 febbraio 2025 presso il Omnisport Heusden-Zolder di Heusden-Zolder, in Belgio.

## Risultati
La gara consta di 100 giri (25km), con uno sprint ogni 10 giri.
| Pos | Atleta                 | Nazione                     | Punti giro | Punti sprint | Ordine finale | Punti |
| --- | ---------------------- | --------------------------- | ---------- | ------------ | ------------- | ----- |
| 1   | Anita Stenberg         | Norvegia                    | 40         | 16           | 2             | 56    |
| 2   | Marion Borras          | Francia                     | 40         | 14           | 3             | 54    |
| 3   | Maike van der Duin     | Paesi Bassi                 | 40         | 13           | 5             | 53    |
| 4   | Lara Gillespie         | Irlanda                     | 40         | 10           | 7             | 50    |
| 5   | Grace Lister           | Regno Unito                 | 40         | 6            | 8             | 46    |
| 6   | Valeria Valgonen       | Atleti Neutrali Autorizzati | 20         | 5            | 12            | 25    |
| 7   | Lea Lin Teutenberg     | Germania                    | 20         | 1            | 15            | 21    |
| 8   | Jarmila Machačová      | Rep. Ceca                   | 20         | 0            | 13            | 20    |
| 9   | Maria Martins          | Portogallo                  | 0          | 19           | 1             | 19    |
| 10  | Michelle Andres        | Svizzera                    | 0          | 8            | 11            | 8     |
| 11  | Lani Wittevrongel      | Belgio                      | 0          | 6            | 4             | 6     |
| 12  | Ellen Hjøllund Klinge  | Danimarca                   | 0          | 6            | 10            | 6     |
| 13  | Ainara Albert          | Spagna                      | 0          | 5            | 16            | 5     |
| 14  | Nikol Płosaj           | Polonia                     | 0          | 5            | 17            | 5     |
| 15  | Martina Alzini         | Italia                      | 0          | 4            | 18            | 4     |
| 16  | Hanna Tserakh          | Atleti Neutrali Autorizzati | 0          | 3            | 6             | 3     |
| 17  | Alžbeta Bačíková       | Slovacchia                  | 0          | 0            | 9             | 0     |
| 18  | Kateryna Velychko      | Ucraina                     | -20        | 0            | 14            | -20   |
| -   | Lauryna Valiukevičiūtė | Lituania                    | ABD        | ABD          | ABD           | ABD   |